# پیرو جیلاردی

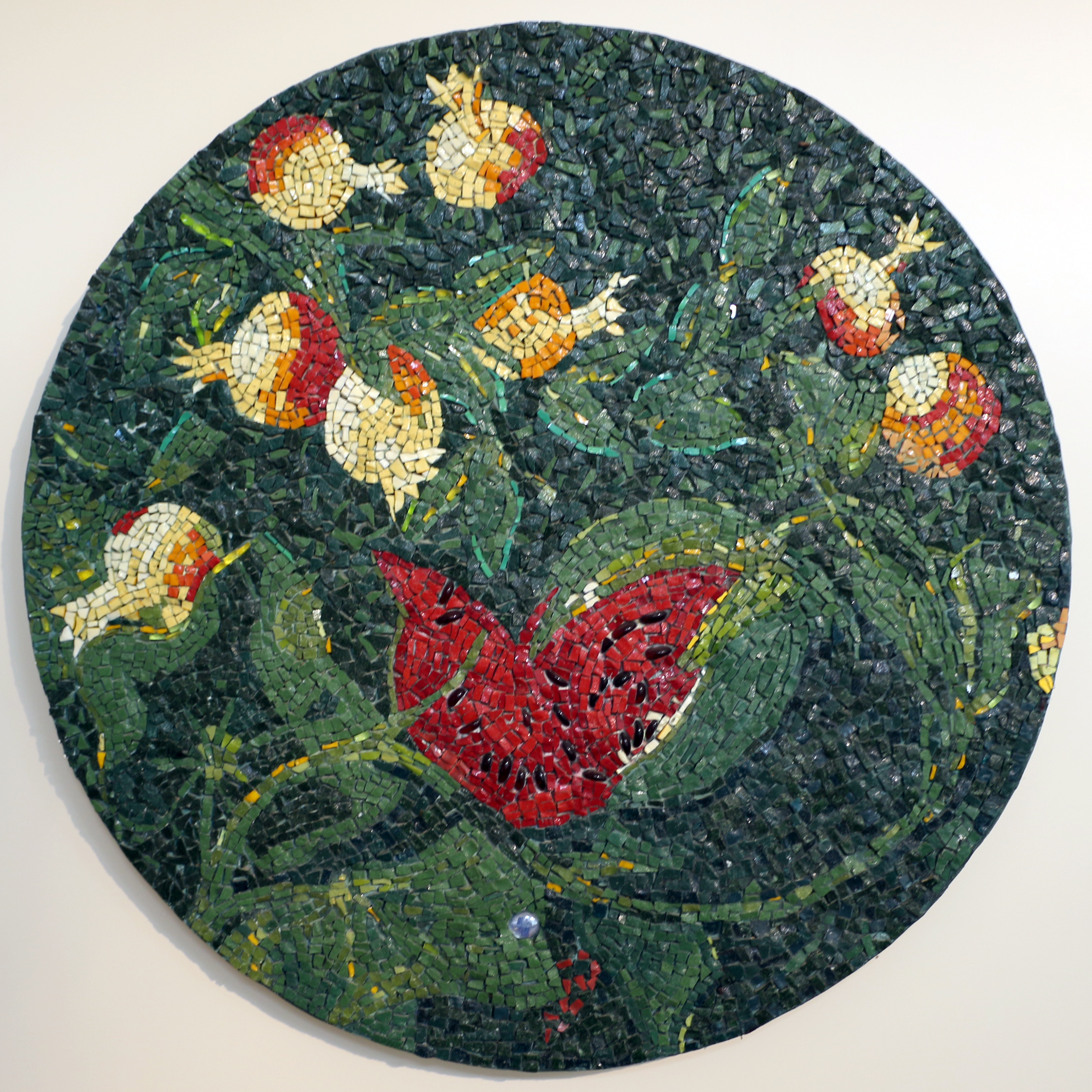
عکس لوحه ی یادبود دایره ی سنگی(از میراث فرهنگی ایتالیا) بیانگر میراث ایتالیا و شرکت کننده در مسابقه ی Wiki Loves Monuments Italia 2016.

پیرو جیلاردی (به ایتالیایی: Piero Gilardi)؛ (زادهٔ ۱ ژانویهٔ ۱۹۴۲ میلادی) یک هنرمند تجسمی است او در تورین، ایتالیا و در خانواده‌ای سوئیسی به دنیا آمد و در دبیرستان هنری در تورین تحصیل کرد. جیلاردی در مصاحبه‌ای با له‌گریس جی. بنسون اظهار داشت که برخورد شخصی او با هنرمند میکل‌آنجلو پیستلتو و دیگران به او در توسعهٔ آثار هنری خود (به موازات پاپ آرت آمریکایی) کمک کرد. با تلاش برای درک ایدهٔ سایبرنتیک بازخور و منطق علمی پشت سنتز ذهنی انسان، دیدگاه او نسبت به واقعیت تغییر کرد. او سپس بر فلوکسوس و ارتباط چیزهای اطراف خود تمرکز کرد.
یک شخصیت کاتالیزوری در جنبش آرته پوورا (هنر فقیر)، متمرکز در تورین در اواخر دهه ۱۹۶۰ میلادی، فداکاری اتوپیایی و غیر خودخواهانه جیلاردی برای اتصال هنرمندان نئو-آوانگارد در سراسر اروپای غربی و آمریکای شمالی او را به یکی از تأثیرگذارترین چهره‌های هنری آن دوره تبدیل کرد، اگرچه معروف‌ترین نیست. او در صحنهٔ بین‌المللی شناخته شد و شاهد تأثیر هنر پاپ اروپا بود. هنرمند دوره‌گرد، نظریه‌پرداز و سازمان‌دهنده، او به تولد آرته پوورا کمک کرد، به ویژه برای برقراری روابط با سایر ابتکارات مشابه که همزمان در خارج از ایتالیا اتفاق می‌افتاد، کمک می‌کرد و از هنرمندانی مانند ریچارد لانگ و یان دیبتس حمایت کرد و همین‌طور به معرفی بروس نومان و اوا هسه در اروپا.
تعهد سازش‌ناپذیر او به نفع پیوندهای نزدیکتر بین هنر و زندگی، او را به اقدام در زمینه‌های روانپزشکی و مردم‌شناسی رهنمون کرد؛ جیلاردی در سال‌های ۱۹۸۰–۱۹۷۰ میلادی اشکال جمعی تئاتر سیاسی، کارگاه‌ها و مبارزات فعال را با کارگران فیات و علیه اجرای تی‌آوی (ترنی آلتو ویلوچیتا: قطارهای سریع‌السیر) تجربه کرد.
در طول دههٔ ۲۰۰۰ میلادی، جیلاردی پروژهٔ فضای باز «پارک هنر زندگی» را در تورین آغاز کرد، که از هنرمندان (دومینیک گونزالس-فورستر، ژیل کلمنت، لارا آلمارسگی، میشل بلازی …) بلکه از دانشمندان و به ویژه عموم مردم دعوت شد که مستقیماً در این پروژه شرکت کنند. پیرو جیلاردی به عنوان چهره‌ای نمادین از تحولات هنر و جامعه در پنج دههٔ گذشته شناخته می‌شود؛ کار و تحقیقات نظری او همیشه می‌تواند پتانسیل اثربخشی هنر را در واقعیت ارزیابی کند.